# 퀴스나흐트 (취리히주)
퀴스나흐트(독일어: Küsnacht)는 스위스 취리히주 마일렌구에 있는 지자체로 면적은 12.35km2, 높이는 413m, 인구는 14,387명(2018년 기준), 인구 밀도는 1,200명/km2이다. 취리히호 북동쪽에 위치한다.

## 역사
퀴스나흐트는 1188년에 de Cussenacho로 처음 언급되었다.
가장 초기의 정착 발견은 석기 시대로 거슬러 올라간다. 청동기 시대의 발견도 있다. 로마 시대에는 저택이 공유지에 있었다. 그것은 아마도 퀴스나흐트라는 이름의 유래일 것이다. 7세기에 이름은 Chussenacho로 기록되었다. 팔의 외투는 빨간색 배경에 황금 쿠션을 보여준다. 그것은 아마도 퀴스나흐트 암 리기의 귀족의 문장에서 파생된 것이다.
중세 시대에는 퀴스나흐트의 불프성에 살았던 레겐스베르크 가문이 이 땅을 다스렸다. 1531년 이후 퀴스나흐트는 취리히의 통치를 받았다.
취리히 호수를 따라 있는 대부분의 다른 지방 자치 단체와 마찬가지로 퀴스나흐트는 1896년 철도 연결이 개발되면서 취리히시의 교외가 되기 시작했다.
정신과 의사 카를 융은 퀴스나흐트에 자신의 진료소를 가지고 있었는데, 전 세계에서 환자들을 끌어들였다. 토마스 만은 나치에 의해 독일을 떠나야 했던 후인 1933년과 1939년 사이에 퀴스나흐트에서 살았다. 이 마을의 가장 유명한 거주자는 티나 터너이다.

## 지리
퀴스나흐트의 면적은 12.3 k㎡이다. 이 면적 중 34.5%가 농업용으로 사용되고, 32.1%가 산림이다. 나머지 토지 중 32.8%는 정착지(건물 또는 도로)이고 나머지(0.5%)는 불모지(강, 빙하 또는 산)이다. 1996년 주택과 건물이 전체 면적의 25.6%를 차지했고 나머지는 교통 기반 시설이 차지했다(7%). 전체 비생산 지역 중 물(시냇물과 호수)은 면적의 0.4%를 차지했다. 2007년 현재 전체 시가지의 33%가 어떤 유형의 건설을 진행 중이다.
그것은 파넨스틸 지역에 있는 취리히 호수의 북동쪽 제방(골드퀴스테라고도 함)에 위치해 있다. 현지 방언은 취리뒤치라고 한다.

## 인구통계
2020년 12월 31일 기준, 퀴스나흐트의 인구는 14,811명이다. 2007년 기준으로 전체 인구의 19.7%가 외국인이다. 2008년 기준으로 인구의 성별 분포는 남성 47.4%, 여성 52.6%이다. 지난 10년 동안 인구는 6.6%의 비율로 증가했다. 2000년 기준, 대부분의 인구는 독일어(86.1%)를 사용하며 영어가 두 번째로 많이 사용(3.6%), 이탈리아어가 세 번째(2.5%)로 사용된다.
2007년 선거에서 가장 인기 있는 정당은 32.8%의 득표율을 기록한 SVP였다. 다음으로 가장 인기 있는 3개 정당은 FDP (30.5%), SPS (12.4%), CSP (8.9%)였다.
인구의 연령 분포(2000년 기준)는 어린이와 청소년(0~19세)이 전체 인구의 17.7%, 성인(20~64세)이 59.1%, 노인(64세 이상) 23.2%를 차지한다. 퀴스나흐트에서는 인구의 약 84.6%(25-64세)가 비필수 고등교육 또는 추가 고등교육(대학 또는 응용학문대학)을 완료했다. 퀴스나흐트에는 5,843 세대가 있다.
퀴스나흐트의 실업률은 1.51%이다. 2005년 기준으로 1차 경제 부문에 167명이 고용되어 있으며 이 부문에 약 43개 기업이 참여하고 있다. 849명이 2차 부문에 고용되어 있고 이 부문에 91개의 기업이 있다. 3,794명이 3차 부문에 고용되어 있으며 이 부문에는 664개의 기업이 있다. 2007년 기준 노동인구의 40%가 상근직이고 60%가 시간제 근로자이다.
2008년 현재 퀴스나흐트에는 3578명의 가톨릭 신자와 5417명의 개신교 신자가 있다. 2000년 인구 조사에서 종교는 몇 가지 더 작은 범주로 분류되었다. 인구 조사에서 49.5%는 어떤 종류의 개신교도였으며, 48%는 스위스 개혁 교회에 속했고 1.5%는 다른 개신교 교회에 속했다. 인구의 26.6%가 가톨릭 신자였다. 나머지 인구 중 2%는 무슬림, 4.4%는 다른 종교(목록에 없음), 3.7%는 무종교, 15.2%는 무신론자 또는 불가지론자였다.
역사적 인구는 다음 표에 나와 있다.
| 년도 | 인구     |
| ---- | -------- |
| 1467 | 126 주택 |
| 1634 | 1,064    |
| 1799 | 1,512    |
| 1850 | 2,486    |
| 1900 | 3,391    |
| 1950 | 8,920    |
| 2000 | 12,484   |

### 기후
퀴스나흐트의 연간 강우량은 평균 136일이며 평균 강수량은 1,171mm이다. 가장 습한 달은 8월로 퀴스나흐트의 강수량은 139mm이다. 그 달의 평균 강수량은 12.3일이다. 강수량이 가장 많은 달은 6월로 평균 13.3일이며 강수량은 138mm이다.

## 교통
퀴스나흐트 시에는 4개의 기차역이 있다.
- 퀴스나흐트 ZH역
- 퀴스나흐트 골드바흐역
- 노에 포쉬역
- 포쉬역

퀴스나흐트 ZH역과 퀴스나흐트 골드바흐역은 모두 취리히호 우안선에 있으며, 취리히 S-반 서비스 S6 및 S16이 운행된다. 노에 포시역과 포시역은 내륙 포시반 노선에 있으며 S18 서비스가 제공된다.
여름에는 취리히호 해운(ZSG)에서 운영하는 라퍼스빌과 호수를 따라 취리히로 가는 정기 보트가 있다.